# Semih Beyaz
Semih Beyaz (* 16. August 1992 in Paris) ist ein türkischer Fußballspieler.

## Karriere
Beyaz erlernte das Fußballspielen u. a. in den Nachwuchsabteilungen der Vereine Fenerbahçe Istanbul, Beşiktaş Istanbul und Kasımpaşa Istanbul.
Nachdem er bei keinem dieser Vereine einen Profivertrag bekommen hatte, begann er im Sommer 2012 beim Drittligisten Hatayspor seine Profikarriere. Hier spielte er eine halbe Saison und wurde die nächsten zweieinhalb Spielzeiten der Reihe nach an die Vereine Keçiörengücü, Kırıkhanspor und Körfez İskenderunspor ausgeliehen. Erst mit der Saison 2015/16 wurde er wieder in den Profikader Hatayspors aufgenommen und eroberte hier schnell einen Stammplatz.
In der Sommertransferperiode 2016 verpflichtete ihn der Zweitligist Yeni Malatyaspor. Von diesem Verein wurde er für die Rückrunde der Saison 2016/17 an den Drittligisten Tokatspor ausgeliehen.